# 蕭瑀
蕭瑀（575年—648年7月19日），字時文，南北朝時西梁明帝蕭巋和皇后张氏之子，在西梁時爵封新安郡王，後在唐朝爵封宋國公，散官為特進、金紫光祿大夫，歷任太子太保、尚書左僕射等職，諡號為貞褊。為唐代凌煙閣二十四功臣之一，排行第九。

## 生平

### 後梁時期
明帝天保二十二年（583年），九歲封新安郡王，從小就以孝行聞名。同母姐萧氏，是晋王杨广的王妃。隋文帝仁寿四年（604年），杨广即位，立萧氏为皇后，以萧瑀为尚衣奉御，兼检校左翊卫鹰扬郎将，委以机要。累官至银青光禄大夫、内史侍郎。
蕭瑀愛經術，善屬文，信奉佛教。性鯁急，鄙遠浮華。雁门之围後，炀帝出兵高句丽，萧瑀力谏，炀帝将萧瑀外贬为河池郡守。李渊起兵后，攻克长安，招降萧瑀。义宁元年（617年）十二月丁酉日，萧瑀降，授光禄大夫，封宋国公，任礼部尚书，后改任民部尚书。曾任秦王（李世民）府司马。
武德元年（618年）六月，拜内史令。唐高祖李渊对其委以心腹之任，曾对萧瑀说：“公之言，社稷所赖。”并昵称其为“萧郎”。
武德四年（621年），平定王世充后，以功加食邑二千户，拜尚书右仆射。
唐太宗即位，迁任尚书左仆射，其推荐的封德彝为右仆射。萧瑀出身顯貴，看不起房玄龄、杜如晦、溫彥博、魏徵等人，常與之發生爭執。太宗以房玄龄等人在玄武门之变中功高，将萧瑀斥退归家。但不久又复任尚书左仆射，赐实封六百户。与侍中陈叔达在太宗面前争吵，以大不敬免职。一年后，授晋州都督。再一年后授左光禄大夫，兼领御史大夫。
贞观六年（632年），罢御史大夫，授特进，行太常卿。
九年（635年），复令参预政事。唐太宗对萧瑀在武德年间多次在李渊面前为自己辩护，因赐萧瑀诗曰：“疾風知勁草，板盪識誠臣。勇夫安識義，智者必懷仁”。
贞观十七年（643年），与长孙无忌等二十四人图形于凌烟阁。同年晋王李治被立为皇太子，萧瑀拜太子太保。唐太宗征讨高句丽，萧瑀负责留守洛阳，太宗车驾从辽东回京后，萧瑀请求辞去太子太保之职，但仍参预政事。蕭瑀饮宴时对唐太宗开玩笑说：“臣是梁朝天子儿，隋朝皇后弟，尚书左仆射，天子亲家翁。”在政事堂上，他多次声称房玄龄结党营私，没有忠君之心。见太宗不理会，又请求出家为僧，却又反悔，太宗很不高兴，将他贬为商州刺史，废除了宋国公爵位。
贞观二十一年，太宗再次授给他金紫光禄大夫、特進，恢复了宋国公爵位。二十二年（648年）六月廿四癸酉，蕭瑀随太宗前往玉华宫，在那里病卒，年七十四，遗命以单衣简朴安葬。蕭瑀原来的谥号是“肃”，但被唐太宗改为贞褊公。追赠为司空、荆州都督。陪葬唐昭陵。

## 家庭

### 兄弟
- 兄：萧珣，隋迁州刺史、梁国公。
- 兄：萧璟，黄门侍郎、秘书监，封兰陵县公。贞观中卒，赠礼部尚书。

### 妻妾
- 妻：独孤氏

### 子孙
- 子：萧銳，太常卿、汾州刺史，娶唐太宗女襄城公主
- 子：萧鍇，虞部郎中
- 子：萧釴，給事中、利州刺史、渝州刺史
  - 孫：萧愻（666年－695年），字元將，行岐州參軍事[2]
  - 孫：萧恕，虢州刺史
    - 曾孫：萧定，字梅臣，太常卿
      - 玄孫：萧酇（？－810年），華州司倉參軍[3]

  - 孫：蕭懋，商州司馬
    - 曾孫：智宏（713年－758年），僧人[4]
    - 曾孫：蕭壽（726年－771年），字安期，邛州録事參軍[5]

  - 孫女：萧氏，法号惠源（662年－737年9月30日），出家于长安济度寺
- 长女：萧氏，法号法乐，隋开皇十九年（599年）－唐咸亨三年九月十九日（672年10月15日）
- 第三女：萧氏，法号法愿，隋仁寿元年（601年）－唐龙朔三年八月二十六日（663年10月3日）
- 第五女：萧氏，法号法灯，武德四年（621年）－总章二年十月五日（669年11月3日）